# Joan Raventós i Babot
Joan Raventós i Babot (Barcelona, 19 de juliol de 1883 - Barcelona, 25 de maig de 1947) fou un tenor català.

## Biografia
Joan Raventós i el seu germà bessó Antoni van néixer al carrer Baixa de Sant Pere de Barcelona, fills d'Antoni Raventós i Arnau (1853-1917), natural de La Llacuna, i de Rosa Babot i Vidal (1857-1951), natural de Barcelona.
A l'Escola de Música de Barcelona va estudiar amb els professors Ruiz i Gelabert i després va estudiar al Conservatori del Liceu de Barcelona amb el pedagog Antoni Ribera, de qui fou deixeble i que el presentà en un concert de l'Associació Wagneriana de Barcelona (1903), en una audició de Die Walküre (La Walquiria) en versió catalana. Va ampliar estudis a Alemanya amb Jorge Armin, de Leipzig, Robert Weis, de Berlín; a més estudià música amb Maximilià Moris, que llavors era director artístic de l'Òpera de Dresden. Amb el "Komische Oper" de Berlín signà el seu primer contracte, presentant-se com a primer tenor en l'escena del mateix teatre amb l'òpera assolint èxits a Berlín amb Les Contes d'Hoffmann d'Offenbach que cantà 163 vegades, i sobretot a la Volksoper de Viena. El seu repertori era d'òpera francesa (La Damnation de Faust, Carmen, Lakmé, etc.). Passà després a Londres, on actuà dos mesos, i després retornà a Alemanya, on actuà en una gira artístic per Weimar i d'altres poblacions i acceptà un contracte amb el teatre "Volksooper" de Viena, amb el teatre "Stadt Bühnen" de Graz, on recollí molts aplaudiments interpretant obres de Wagner principalment. El 1910 retornà a Barcelona, on el 1911 es presentà al Liceu amb Die Walküre de Wagner (en cantà el primer acte en català) i el 1912 hi interpretà Tannhäuser. A més de les òperes citades, figuraven en el seu repertori: Der corregidor d'Hugo Wolf; Els mestres cantaires de Nuremberg, Der fliegende Holländer, Der Freischütz, Martha, La Dame blanche, Les alegres comares de Windsor, etc.
En la primavera de 1913 va participar en els concerts de celebració del centenari del naixement de Wagner, que van tenir lloc els dies 22, 27 i 30 de maig i el 3 de juny al Palau de la Música Catalana. Al costat de Raventós, van participar els cantants Francesc Viñas, Andreu Perelló de Segurola, Lina Pasini-Vitale, Innocenci Navarro i Conrad Giralt, a més de l'Orfeó Català. Els concerts van ser dirigits per Lluís Millet, Joan Lamote de Grignon i Franz Beidler, aquest últim arribat a Barcelona amb la seva esposa Isolda Beidler (filla de Wagner). Van comptar també amb la participació, com a noies flors de l'òpera Parsifal, de Concepció Badia, Adela Farré, Andreua Avel·lina Carrera, Ramona Noguera, Judit Sala i Judit Tarragó.
La darrera actuació de Joan Raventós en escena al Liceu va ser la del 8 de febrer de 1916, cantant Siegfried de Wagner. La primera representació de la temporada va tenir lloc el 22 de gener, amb molts dies de retard per culpa d'una malaltia de Joan Raventós. La crítica d'aquell primer dia no fou pas bona, destacant-se que semblava encara malalt i sense forces.
Després de la seva retirada es va establir a Múnic, on va ser professor de cant durant gairebé vint anys. Malgrat tot actuava sovint als països catalans i el 1936 a Barcelona va cantar a l'estrena (en versió de concert) de l'òpera d'Antoni Massana Canigó. Poc després participà en un concert organitzat pel Congrés Catòlic d'Educació, cantant fragments d'òperes de Wagner el 30 de juny. Es va casar amb la soprano Nina Grieg-Halvorsen (1902-*), que era filla del compositor noruec Johan Halvorsen, i neboda d'Edvard Grieg. Amb ella i el pianista Antoni Riba va oferir un concert a Vallgorguina en setembre de 1936 a benefici del herois del front. Va ser el seu últim concert conegut.